# Comicio de la Central

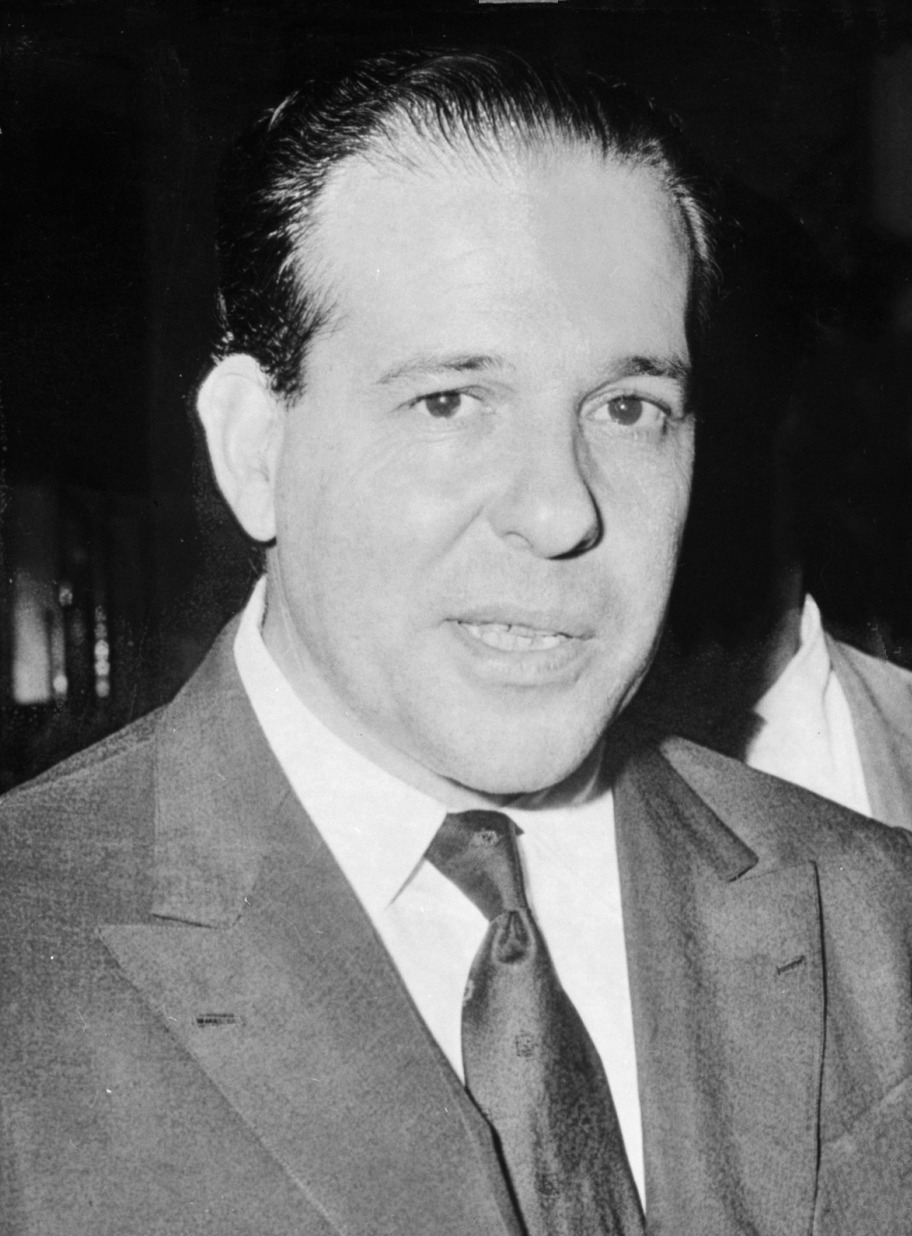
João Goulart, Jango, el 24 de abril de 1964, pocos días después de la marcha conocida como Comicio de la Central y en vísperas del golpe de Estado.

El Comicio de la Central o Comicio de las Reformas, fue una manifestación popular realizada el día 13 de marzo de 1964 en la ciudad de Río de Janeiro, en la plaza de la República, situada frente a la estación Central de Brasil. El diccionario de la lengua española (DLE) define Comicio como "junta que tenían los romanos para tratar de los negocios públicos", mientras que una segunda acepción la define como "elecciones para designar cargos políticos".

## Historia
Cerca de 200.000 personas se concentraron bajo la protección de tropas del I Ejército, unidades de la Marina y Policía, para oír la palabra del Presidente de la República, João Goulart, y del gobernador de Río Grande del Sur Leonel Brizola. Las banderas rojas que pedían la legalización del Partido Comunista Brasileño y las pancartas que exigían la reforma agraria fueron aireadas por la televisión, causando nerviosismo en medios conservadores.
Para la ocasión, el presidente Jango firmó dos decretos, con toda la Soberanía que la Constitución de 1946 posibilitaba. El primero de ellos era simbólico y consistía en la expropiación de las refinerías de petróleo que aún no estaban en las manos de Petrobras. El segundo - llamado decreto de la SUPLA (Superintendência de la Reforma Agraria) - declaraba sujetas a expropiación propiedades infrautilizadas, especificando la localización y la dimensión de las que estarían sujetas a tal medida. El presidente reveló también que estaba en preparación una reforma urbana - una medida polémica para las clases medias, temerosas de perder la propiedad de sus inmuebles alquilados - y otras propuestas que serían llevadas al Congreso, entre las que figuraban ciertos cambios en los impuestos y la concesión del voto a los analfabetos y a los cuadros inferiores de las Fuerzas Armadas.

## Consecuencias de la marcha

### El fin del Período Democrático (1946-1964)
Las elecciones presidenciales de 1945 fueron el primer ejemplo de democracia representativa en Brasil, con un sistema de voto secreto fiscalizado por el Poder Judicial en la elección del presidente de la República, así como de diputados y senadores. Además, fue la primera vez en la historia del país que se constituyeron partidos políticos nacionales con programas ideológicos definidos, y que defendían el interés general de la población, pues tanto los partidos de la época del Imperio (1822-1889) como los de las organizaciones provinciales de la República Velha (1889-1930) eran reductos para las élites. Según el historiador Jorge Ferreira, el período de 1946-1964 fue descalificado como experiencia democrática, pues había interés en encubrir la actuación política de los actores sociales, marginando los esfuerzos de los trabajadores sindicales, de los campesinos y de otros grupos que actuaban políticamente. Ferreira afirmó que las derechas que tomaron el gobierno en 1964 utilizaron el argumento de que el pueblo era ingenuo y ajeno a la cultura política. Por otro lado, los sectores de la izquierda despreciaron la experiencia democrática del período 1946-1964, al insistir sobre la manipulación de la población brasileña por políticos del viejo régimen y sindicalistas amansados. En este sentido, la creencia del ideario derechista era de la inexistencia del ciudadano conocedor de sus derechos; mientras para la izquierda los obreros no serían conscientes de sus verdaderos intereses de clase. Otros sectores que también ayudaron para la descalificación del período vinieron de la Academia y de la prensa. Muchos intelectuales crearon en el imaginario académico brasileño la noción de que la sociedad tendría dificultades en convivir con las instituciones democráticas, los propios historiadores brasileños mantuvieron distancia del periodo, las universidades acostumbraban a interesarse por temas como la esclavitud o el régimen militar, pero prestaron poca atención a este período, caracterizado generalmente como populista. Recientemente, algunas importantes investigaciones se han replanteado el período, profundizando en la comprensión del mismo, entre las que destacan las de Jorge Ferreira, el profesor Jefferson José Queler, Tácito Thadeu Leite Rolim, Bryan McCann y Lucilia de Almeida Neves Delgado.
Brasil, desde la renuncia de Jânio Quadros, vivía un período de gran agitación política, social e ideológica. Las llamadas Reformas de Base propuestas por el presidente y por su ministerio, además de haber sido apenas interpretadas, no consiguieron salir del papel por cuenta de la falta de apoyo del presidente en el Congreso. El fracaso del Plan Trienal y el posterior ascenso de la espiral inflacionaria, la radicalización de los movimientos campesinos y los conflictos de intereses de diversos grupos sociales imposibilitaban al gobierno controlar la situación.
La respuesta de la oposición vino con la Marcha de la Familia con Dios por la Libertad, a partir de mediados de marzo de 1964. Esas marchas llegaron a reunir aproximadamente medio millón de personas, lo que mostraba la falta de apoyo de parte de la sociedad al gobierno Goulart. Sin embargo, investigaciones del Ibope realizadas a las vísperas del golpe y recientemente divulgadas comprueban que la mayoría de la población apoyaba las reformas propuestas por el gobierno de João Goulart.
Con el Comício de la Central, las ideas de Jango fueron decisivamente vinculadas por los sectores conservadores a la República Sindicalista y al Comunismo. Días después, una rebelión de marineros en Río de Janeiro fue más un grave incidente, pero que esta vez alcanzó directamente la jerarquía y la disciplina militares. João Goulart, como forma de solucionar el conflicto, amnistió a los revoltosos. Pero, para el sector golpista, la acción de Jango era una clara demostración de falta de respeto para con las Fuerzas Armadas. La salida para tanto fue el llamado Golpe de 1964, que culminó con el Régimen Militar (1964-1985) y, así pues, con la renuncia del presidente. 